# Бродель, Бетти
Элизабет Энн Франзалия (англ. Elizabeth Ann Franzalia, урожденная Бродель и более известная как Бетти Бродель англ. Betty Brodel, 5 февраля 1920 года — 3 марта 2024 года) — американская актриса, певица и водевилистка. За короткую десятилетнюю карьеру (1936—1946, Золотой век Голливуда) снялась в нескольких фильмах.

## Биография
Элизабет Энн Бродель родилась в Детройте, штат Мичиган, 5 февраля 1920 года в семье Джона (1883—1967) и Агнес Бродель (урожденной О’Хирн) (1888—1949). Её отец был банковским служащим, а мать — домохозяйкой, умела играть на фортепиано. Бетти и её старшая сестра, Мэри (1916—2015), разделяли музыкальные интересы своей матери и начали учиться играть на музыкальных инструментах (саксофон и банджо) в раннем возрасте. Они начали выступать перед публикой, пели и танцевали. Позже, с двухлетнего возраста, к ним присоединилась их младшая сестра Джоан (1925—2015).
В годы Великой депрессии отец — глава семейства — потерял работу, и семья оказалась в трудном материальном положении. Три сестры занялись артистической карьерой, играли в водевилях, и тем добывали средства на содержание семьи. Они начали гастролировать по Канаде и Соединенным Штатам и стали известны как The Three Brodels. Чтобы обойти законы о детском труде того времени Мэри и Джоан прибавляли себе возраст, так, Джоан было девять, но она сказала следователям по детскому труду, что ей 16 лет.
Все три сестры снялись в короткометражном фильме 1936 года Signing Off, прежде чем добились успеха в сольных кинокарьерах, причём Джоан преуспела больше остальных сестёр, став кинозвездой. Самой значимой ролью Бетти в кино стала роль в фильме 1944 года Swing Hostess, где она сыграла второстепенную роль Фиби и исполнила два вокальных номера. Она также появилась в фильмах Thank Your Lucky Stars (1943), Ladies Courageous (1944), Cover Girl (1944), Hollywood Canteen (1944) и Too Young to Know (1945). Её последним полнометражным фильмом стал Cinderella Jones в 1946 году.
В 1948 году Бродель вышла замуж за Джо Франзалию († 1999). Они жили в Форт-Уолтон-Бич, Флорида с 1963 года. Столетний юбилей Бетти Бродел встретила в феврале 2020 года, а умерла 3 марта 2024 года в возрасте 104 лет. У неё остались двое детей, трое внуков и четверо правнуков.

## Фильмография
- 1936 Signing Off — в роли самой себя Короткометражный фильм
- 1943 Thank Your Lucky Stars — Девушка в Ann Sheridan Number, Warner Bros. Не указана в титрах
- 1944 Ladies Courageous — WAF, Walter Wanger Productions Не указана в титрах
- 1944 Cover Girl — Chorus Girl, Columbia Pictures Не указана в титрах
- 1944 Swing Hostess — Phoebe, Sigmund Neufeld Productions
- 1944 Hollywood Canteen — в роли самой себя, Warner Bros. Не указана в титрах
- 1945 Too Young to Know — Гостья вечеринки, Warner Bros.
- 1946 Cinderella Jones — Red Cross Nurse, Warner Bros. Не указана в титрах